# 椭圆叶木蓝
椭圆叶木蓝（学名：Indigofera cassoides）为豆科木蓝属下的一个种。

## 扩展阅读
- 維基物種上的相關：椭圆叶木蓝